# Le campane d'argento
Le campane d'argento  (Silver Bells) è un film per la televisione del 2005 diretto da Dick Lowry e tratto dall'omonimo romanzo di Luanne Rice.

## Trama
Ogni anno il vedovo Christy Byrne si reca dalla Nuova Scozia a New York con i figli per vendere alberi di Natale. Suo figlio Danny non è interessato all'attività di famiglia perché grande appassionato di fotografia. Un anno, mentre si trovano a New York, Danny ha una discussione col padre e fugge, lasciando Christy e la figlia Bridget soli. L'anno seguente, Christy e Bridget tornano nuovamente a New York per vendere alberi e nella speranza di avere qualche notizia di Danny, del quale non si hanno più notizie dal giorno della sua fuga.
Catherine O'Mara, una giovane donna newyorkese che non festeggia più il Natale dalla morte del marito e alla quale ogni anno Christy ha tentato di vendere un albero, si prende cura di Danny e lo paga per scattare delle fotografie da mettere sui giornali. Quando Christy torna a New York, Catherine non gli dice nulla di Danny perché ha promesso al ragazzo di non dire a nessuno dove lui si trovi. Ma quando Danny è vittima di un incidente, Catherine racconta tutto a Christy. All'ospedale, Christy fa la pace con Danny e gli comunica che può restare a New York e diventare un fotografo.

## Distribuzione

### Messa in onda
- 27 novembre 2005 negli Stati Uniti d'America (Silver Bells)
- 17 novembre 2007 in Germania
- 27 dicembre 2009 in Belgio
- 6 ottobre 2010 in Ungheria (Ezüst csengettyűk)
- 22 dicembre 2012 in Svezia